# Latoplatecarpus
Latoplatecarpus es un género extinto de mosasáurido plioplatecarpino que vivió en el Cretácico Superior (hace ~80-75 millones de años a principios del Campaniense. Pertenece a la familia Mosasauridae y fue un depredador acuático de tamaño medio (5-6 m de largo), conocido por fósiles hallados en Norteamérica, en el norte del Golfo de México y la cuenca interior occidental de Norteamérica.

## Descubrimiento

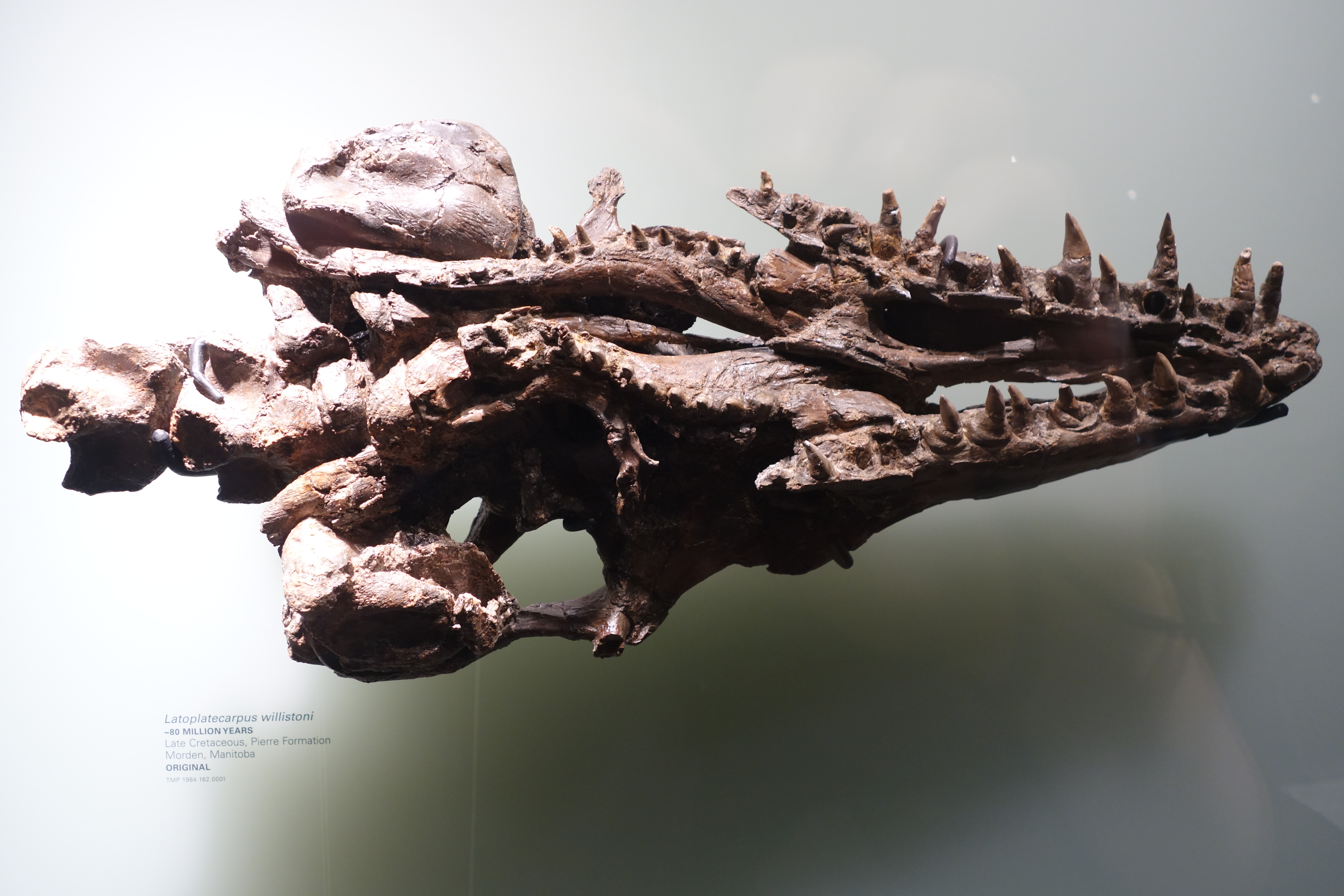
Cráneo de Latoplatecarpus willistoni en vista ventral oblicua (original). En exhibición en el Museo Royal Tyrrell, Alberta, Canadá.

Latoplatecarpus fue nombrado por Takuya Konishi y Michael W. Caldwell en 2011 y la especie tipo es Latoplatecarpus willistoni. L. willistoni es conocido a partir del holotipo TMP 84.162.01, un cráneo casi completo, incluyendo la mandíbula y el dentario, y un esqueleto parcial. El holotipo fue recolectado en la montaña Pembina, en el sur de Manitoba, en el Miembro Pembina de la Formación Pierre Shale, que data de principios del Campaniense del periodo, Cretácico, hace cerca de 80.5 millones de años. Tres especímenes más también fueron referidos a esta especie, incluyendo a DMNH 8769 (un cráneo y esqueleto postcraneal muy bien preservados), SDSMT 30139 y AMNH 2182.
Konishi y Caldwell reasignaron a una segunda especie, L. nichollsae, a este género desde Plioplatecarpus. Un nuevo análisis filogenético desarrollado por ellos no pudo encontrar la monofilia del género, sin embargo, encontraron que el material norteamericano referido (como FMNHPR 465, FMNHPR 467 y GSATC 220) de la especie dudosa Platecarpus somenensis se incluiría dentro de L. nichollsae. La misma conclusión había sido hecha con base en interpretaciones de datos ontogénicos, bioestratigráficos y paleobiogeográficos.
El estudio de materiales de mosasaurios de la Formación Rybushka del Campaniense de la localidad de Beloe Ozero (región de Saratov, Rusia) reveló que el único taxón de plioplatecarpino identificable a nivel de género es Latoplatecarpus. El primer registro de Latoplatecarpus fuera de Norteamérica demuestra que este género tuvo una distribución geográfica y estratigráfica significativamente más amplia. Esto aumenta la evidencia previa de que muchos taxones de mosasáuridos tenían una distribución cosmopolita a través del Atlántico, y de que las faunas de vertebrados marinos del Campaniense de la Vía Marítima Interior Occidental y los mares epicontinentales europeos tenían muchos taxones en común. 